# Erebia orientalis
Erebia orientalis är en fjärilsart som beskrevs av Goltz 1930. Erebia orientalis ingår i släktet Erebia och familjen praktfjärilar. Inga underarter finns listade i Catalogue of Life.